# 20-та зенітна дивізія (Третій Рейх)
20-та зенітна дивізія (Третій Рейх) (нім. 20. FlaK-Division) — зенітна дивізія Вермахту, що діяла протягом Другої світової війни у складі Повітряних сил Третього Рейху.

## Історія з'єднання
Штаб 20-ї зенітної дивізії був сформований у Лейпцигу в листопаді 1942 року під командуванням генерал-майора Георга Нойффера і після завершення формування був перекинутий до Північної Африки, де узяв на себе командування німецькими силами протиповітряної оборони, дислокованими в зоні відповідальності 5-ї танкової армії в Тунісі, як друге дивізійне командування (поряд з 19-ю зенітною дивізією). Після виведення військ вермахту та італійських частин, і ході протистояння, яке наближалося до свого апогею з утворенням Туніського плацдарму, 20-та зенітна дивізія отримала завдання захищати північну частину плацдарму, у той час як 19-та зенітна дивізія відповідала за оборону південної частини Туніського плацдарму. Як і у випадку з рештою зенітних дивізій Люфтваффе, організація 20-ї зенітної дивізії зазнавала постійних змін. Станом на 4 березня 1943 року вона мала наступну структуру:
- 78-й зенітний полк «Сус»
- 372-й важкий зенітний полк «Туніс»
- 503-й зенітний дивізіон «Бізерта»

На останньому етапі напередодні капітуляції групи армій «Африка» батареї 20-ї зенітної дивізії зуміли підбити 37 ворожих танків у наземному бою 10 березня 1943 року. Після капітуляції у травні 1943 року командний склад дивізії разом з командиром Нойффером і силами, що залишилися в його розпорядженні, потрапили в полон до союзників.
Лише через чотири місяці, 1 жовтня 1943 року, був сформований новий штаб 20-ї зенітної дивізії зі штабу бригади управління зенітної артилерії Командування Люфтваффе «Південний Схід». Командиром дивізії був призначений полковник Отто Зідов, який командував дивізією до 14 листопада 1944 року. Дивізія перебрала на себе командування протиповітряними силами в Югославії та Албанії. Станом на 1 лютого 1944 року дивізія мала наступну структуру:
- 38-й зенітний полк (Східна Югославія)
- 40-й зенітний полк (Західна Югославія і Албанія)
- 37-й зенітний полк (повітряний простір від Бору до Скоп'є з вересня 1944 року).

В результаті важких німецьких оборонних боїв з Червоною армією, чиї формування восени 1944 року дійшли і до югославського театру воєнних дій, 37-й зенітний полк був розгромлений, а 38-й зенітний полк був майже повністю знищений у районі Белграда. Однак його залишкам вдалося втекти до Угорщини. 15 листопада 1944 року новим командиром 20-ї зенітної дивізії став оберст Йоганн-Вільгельм Дерінг-Мантойффель.
Станом на 18 лютого 1945 року 20-та зенітна дивізія мала у своєму розпорядженні лише незначну бойову силу у складі семи зенітних дивізіонів з 15 важкими і 15 середніми та легкими зенітними батареями. Згодом дивізія під командуванням нового командира оберста Ернста Шлюхтмана була змушена відступити під ударами радянських військ аж до Штирії. Командним пунктом дивізії спочатку був Санкт-Рупрехт до 26 квітня 1945 року, а потім — Брюк, де залишався до кінця війни. В результаті швидкого посилення за рахунок інших частин ППО, за кілька днів до кінця війни 20-та зенітна дивізія вже мала 52 важкі і 13 середніх і легких зенітних батарей. Подальші подробиці щодо їхньої капітуляції невідомі.

## Райони бойових дій
- Північна Африка (листопад 1942 — травень 1943);
- Югославія, Албанія (жовтень 1943 — листопад 1944);
- Угорщина/Австрія (листопад 1944 — травень 1945).

## Командування

### Командири
1-ше формування
- генерал-майор Георг Нойффер (13 листопада 1942 — 10 травня 1943)

2-ге формування
- генерал-майор Отто Зідов (1 жовтня 1943 — жовтень 1944)
- оберст, доктор Герман Гудгарт (нім. Hermann Rudhart) (жовтень 1944)
- оберст Йоганн-Вільгельм Дерінг-Мантойффель (15 листопада 1944 — 19 січня 1945)
- генерал-майор Теодор Герберт (19 січня — 22 березня 1945)
- оберст Ернст Шлюхтман (нім. Ernst Schluchtmann) (22 березня — 8 травня 1945)

### Підпорядкованість
| Час       | Корпус       | Командування/Флот                                               | Штаб             |
| --------- | ------------ | --------------------------------------------------------------- | ---------------- |
| 1942      |              |                                                                 |                  |
| листопад  | —            | 2-й повітряний флот                                             | Північна Африка  |
| 1943      |              |                                                                 |                  |
| 1 січня   | —            | 2-й повітряний флот                                             | Північна Африка  |
| 1 жовтня  | —            | Командування Люфтваффе «Південний Схід»                         | Югославія        |
| 1944      |              |                                                                 |                  |
| 1 січня   | —            | Командування Люфтваффе «Південний Схід»                         | Югославія        |
| 1 лютого  |              | XXX польове авіаційне командування                              | Югославія        |
| 1 липня   |              | Командувач сил Люфтваффе в Греції                               | Югославія        |
| 1 вересня |              | Генерал зенітних військ Командування Люфтваффе «Південний Схід» | Югославія        |
| 1 жовтня  | V корпус ППО | 4-й повітряний флот                                             | Югославія/Штирія |
| 1945      |              |                                                                 |                  |
| 1 січня   | V корпус ППО | 4-й повітряний флот                                             | Штирія           |

### Склад
| 1 березня 1943                     | 1 січня 1944                     |
| ---------------------------------- | -------------------------------- |
| 78-й зенітний полк «Сус»           | 37-й зенітний моторизований полк |
| 372-й важкий зенітний полк «Туніс» | 38-й зенітний моторизований полк |
| 503-й зенітний дивізіон «Бізерта»  | 40-й зенітний моторизований полк |